# سفينة ركاب
سفينة ركاب هي سفينة تتمثل مهمتها الرئيسية في نقل الركاب. هذه الفئة لا تشمل سفن الشحن التي تقيم عدد محدود من الأماكن للركاب أو تجعل من نقل الركاب وضيفة ثانوية بعد مهنة نقل البضائع. حتى وقت قريب جميع خطوط النقل البحري كانت قادرة على نقل البريد، الشحن، وغيرها من البضائع بالإضافة إلى الركاب والأمتعة، وكانت مجهزة لتحمل بضائع بالرافعات. سفن الركاب عادة ما تشكل جزءا من التجارة البحرية، استخدمت أيضا كبواخر نقل الجنود. تشمل سفن الركاب عبارات الرحلات الطويلة وسفن الرحلات قصيرة.

## معرض صور

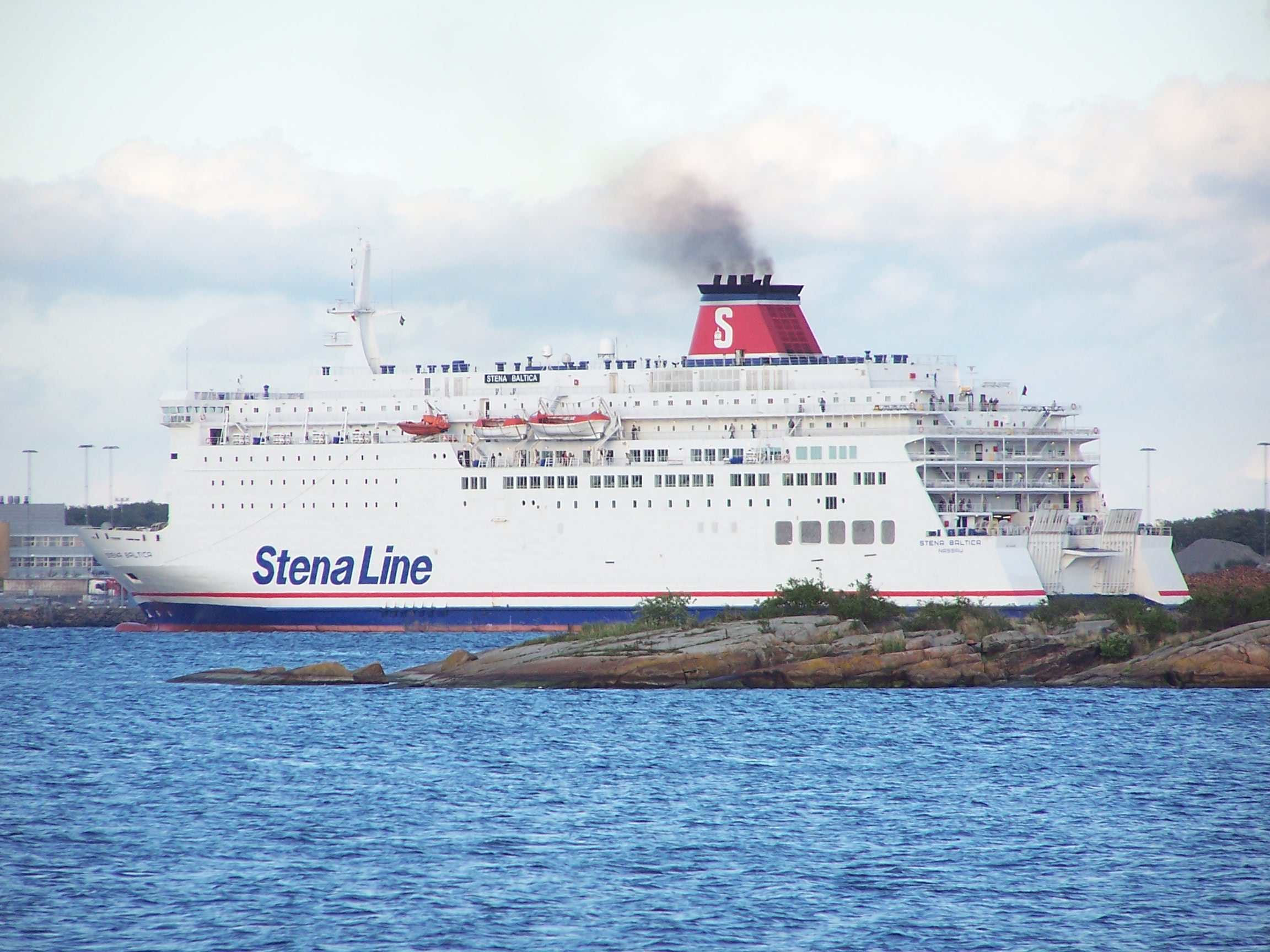
ناقلة ركاب على بحر البلطيق
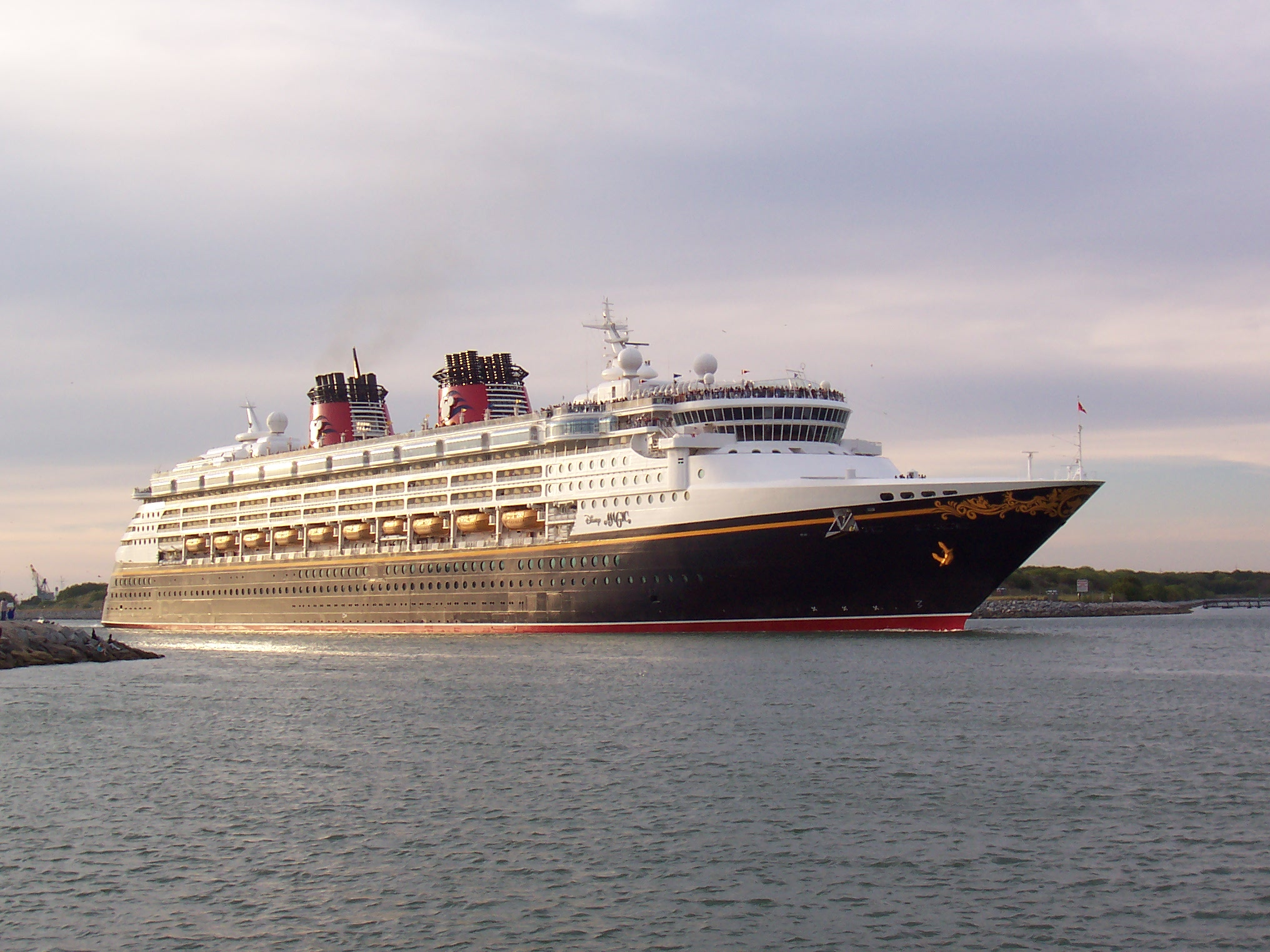
Le Disney Magic, سفينة رحلات
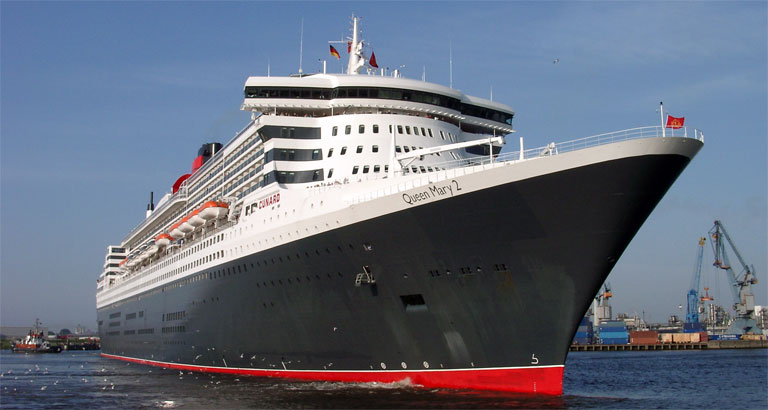
آر إم إس كوين ماري 2, أكبر سفينة حاليا
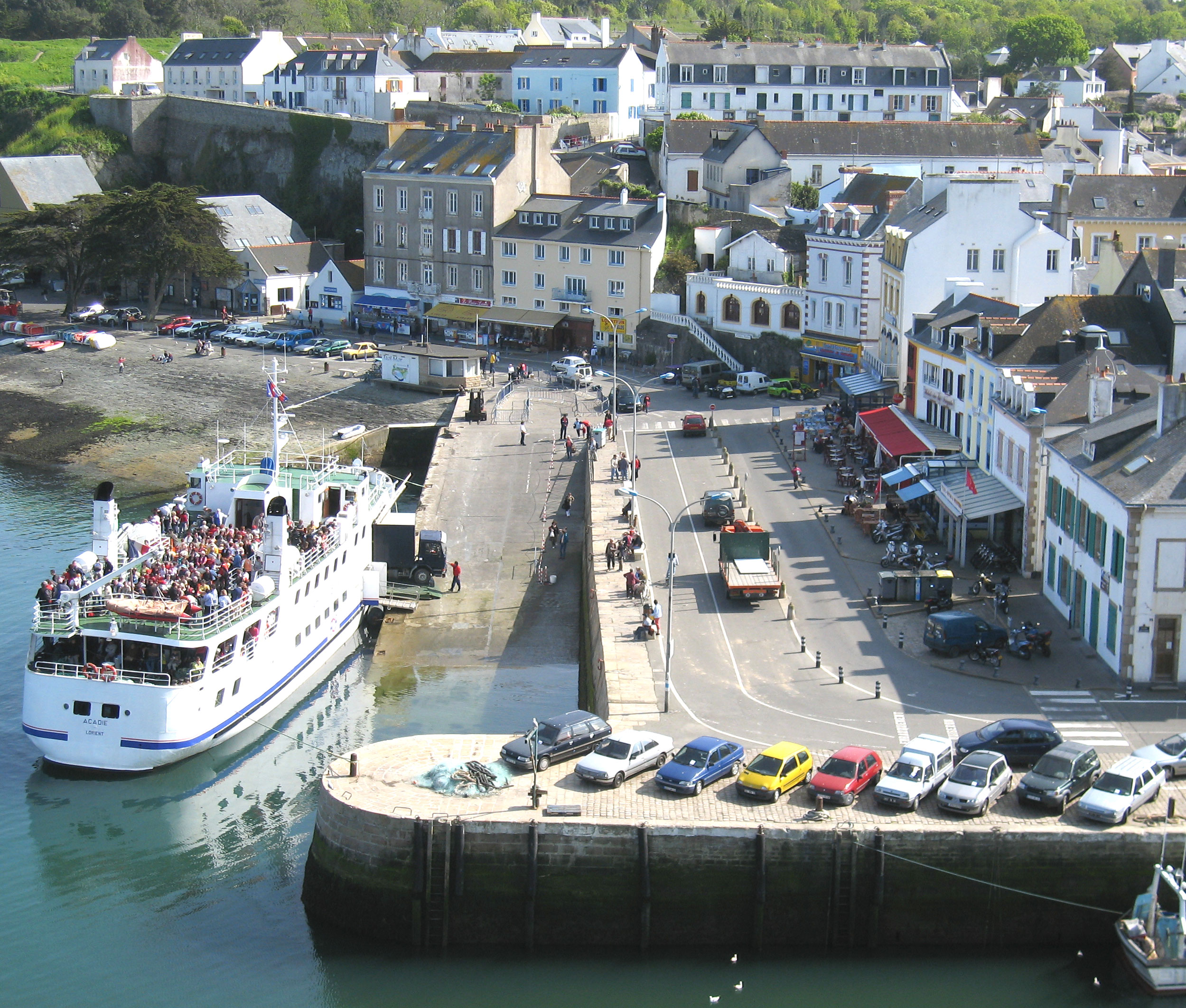
أكادي (480 مسافرا, 27 عربة)